# 毋敛
毋敛，又称为毋敛国或毋敛古国，是中国西汉时期的一个古国，位于今贵州省都匀市、独山县、荔波县一带。毋敛附属于夜郎国，西汉时，汉武帝让唐蒙派兵前往夜郎，说服夜郎王多同臣服于西汉，西汉将夜郎的一部分设为犍为郡，元鼎六年（公元前111年），汉武帝再在夜郎故地设立牂牁郡，毋敛此时已为毋敛县，是牂牁郡的属县之一。